# Президентські вибори в Польщі 2000

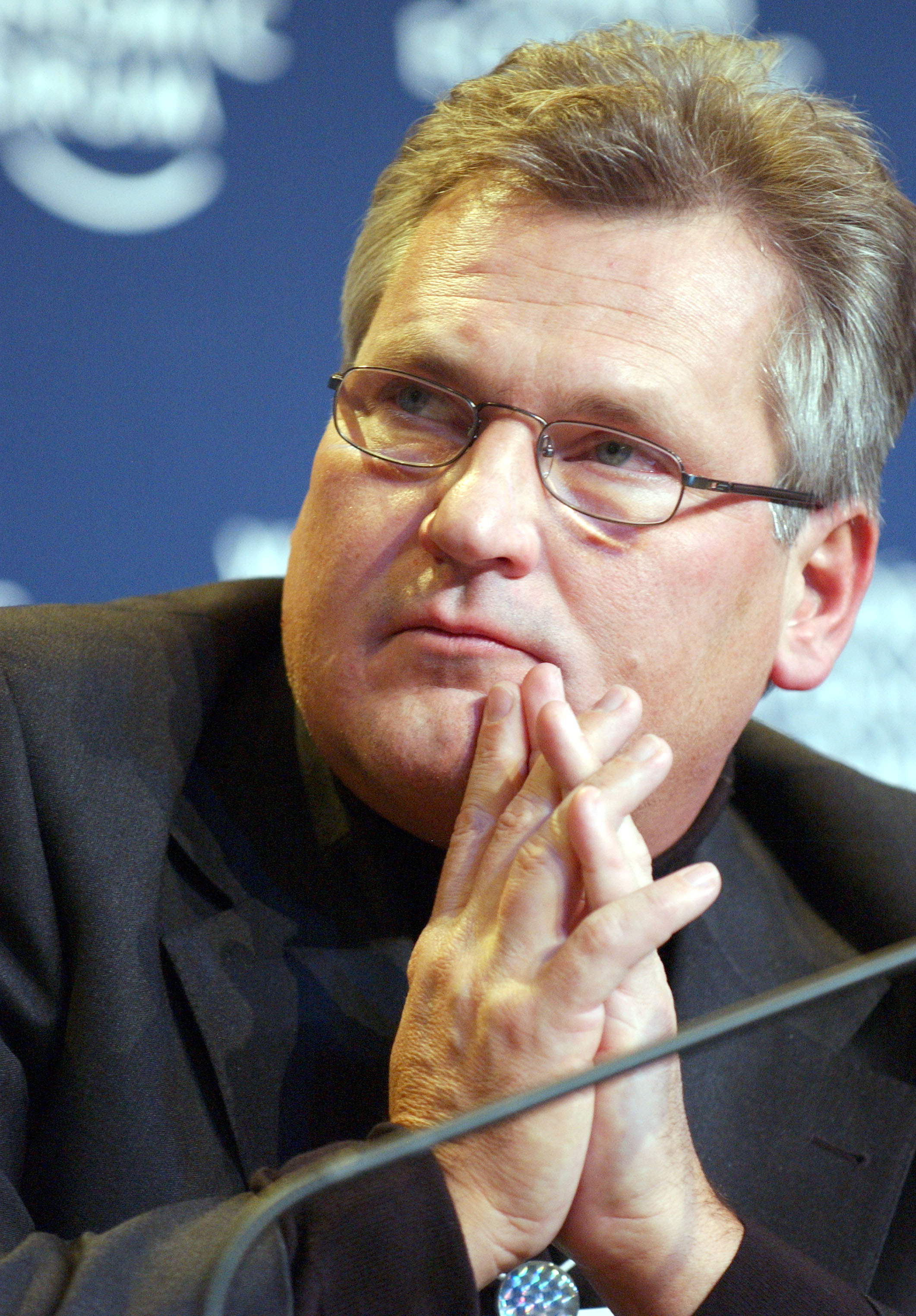
Александер Кваснєвський

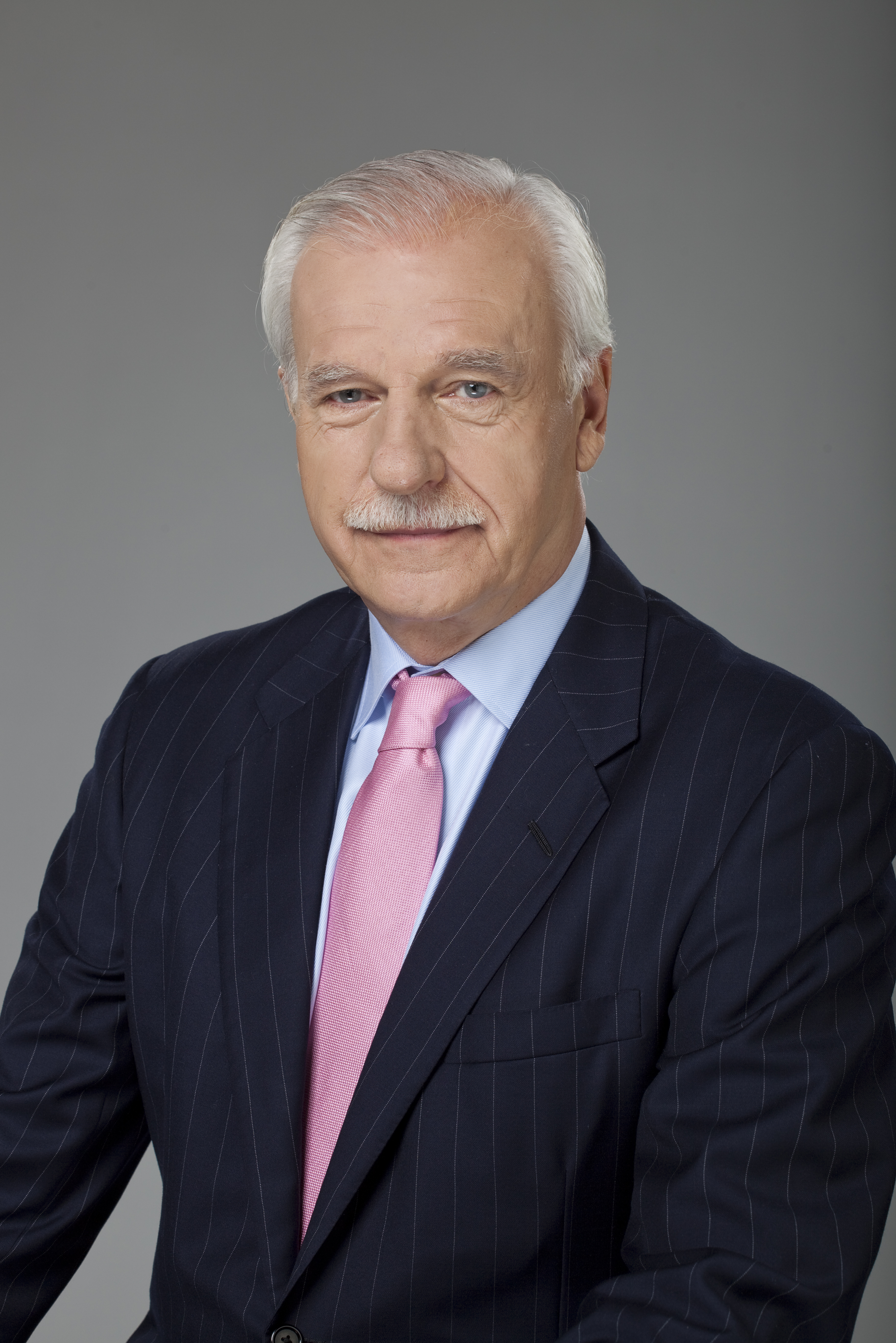
Анджей Олеховський

Президентські вибори в Польщі відбулись 8 жовтня 2000 року. У першому турі виборів взяло участь 12 кандидатів. Переконливу перемогу здобув чинний Президент Польщі Александер Кваснєвський.

## Кандидати
| Кандидат | Результат              | Результат |
| --- | ---------------------- | --------- |
| Александер Кваснєвський, чинний Президент Польщі. Підтриманий Союзом лівих демократів, союзом праці, народно-демократичною партією, демократичним рухом. | 9485224                | 53,90%    |
| Анджей Олеховський, безпартійний, 52 роки. Підтриманий консервативно-народним рухом                                                                      | 3044141                | 17,30%    |
| Маріан Кшаклєвський, підтриманий Солідарністю | 2739621                | 15,57%    |
| Jarosław Kalinowski, Польська селянська партія | 1047949                | 5,95%     |
| Анджей Леппер, Самооборона Республіки Польща, 46 років                                                                                                   | 537570                 | 3,05%     |
| Януш Корвін-Мікке, Unia Polityki Realnej, 57 років | 252499                 | 1,43%     |
| Лех Валенса, попередній Президент Польщі | 178590                 | 1,01%     |
| Jan Łopuszański, Porozumienie Polskie | 139682                 | 0,79%     |
| Dariusz Grabowski, Polska Racja Stanu | 89002                  | 0,51%     |
| Piotr Ikonowicz, Polska Partia Socjalistyczna | 38672                  | 0,22%     |
| Tadeusz Wilecki, Stronnictwo Narodowe | 28805                  | 0,16%     |
| Bogdan Pawłowski, безпартійний | 17164                  | 0,10%     |
| Разом | 17598919               | 100,0%    |
| Загальна явка виборців | Загальна явка виборців | 61,12%    |